# Щит-Немирович, Марцин
Марцин Немирович-Щит (Марцин Щит-Немирович, Марцин Щит) (1749—1800) — государственный деятель Речи Посполитой, депутат Четырехлетнего сейма (1790), хорунжий полоцкого повета, судья земский полоцкий, член Общества друзей конституции.

## Биография
Представитель литовского дворянского рода Щитов-Немировичей герба «Ястржембец». Старший сын городничего полоцкого Адама Щита-Немировича (ум. 1752), и Барбары Сакович, дочери подчашего тракайского Мацея Саковича. Брат — Михаил Щит-Немирович, камергер короля Станислава Августа Понятовского.
После ранней смерти своего отца Марцин, его брат и сестра перешли под опеку своего родственника, каштеляна инфлянтского Яна Щита-Немировича, а затем его сына — Юстиниана Щита-Немировича.
В 1764 году Марцин Щит-Немирович подписал от Полоцкого воеводства элекцию польского короля Станислава Августа Понятовского. В 1768 году он принимал участие в полоцком сеймике, а также в качестве хорунжего пятигорской хоругви литовской армии участвовал в сеймике 1772 года. На внеочередном сеймике 1772 года он был избран вместе с полоцким судьей Адамом Смолинским в делегацию к королю Станиславу Августу, чтобы выразить радость его спасения во время нападения в 1771 году.
На Разделительном сейме (1773—1775) Марцин Щит-Немирович был избран членом комиссии, а в 1775 году стал сеймовым судьей.
В 1778 году он был избран депутатом от Полоцкого воеводства в Трибунал Великого княжества Литовского, а в 1786 году стал судьей земским полоцким.
В 1788 году Марцин Щит-Немирович был избран депутатом (послом) от Полоцкого воеводства на Четырехлетний сейм. В 1789 году сейм назначил его одним из комиссаров с Полоцкого воеводства для финансирования армии. В 1790 году Марцин Щит был единогласно избран первым депутатом от Полоцкого воеводства. В 1791 году он присоединился к генеральной конфедерации Речи Посполитой. Он принимал участие в тайном совещании во дворце Радзивиллов 2 мая 1791 года, затем подписал в доме маршалка Станислава Малаховского гарантии содействия правительственного устава. Он присутствовал во время принятия Конституции 3 мая. Член Общества друзей новой конституции.
Он владел рядом поместий в Полоцком воеводстве. Он поселился в Верховье, где построил для себя кирпичный особняк. Его резиденция в Верховье была одной из трёх крупнейших в Лепельском повете.
Кавалер Ордена Святого Станислава (1790).

## Семья
Жена — Аниела (Анжела) Богушевич (ум. после 1794), дочь Антония Богушевича и Марии Анны Галимской. У них было четверо детей:
- Михаил Феликс, наследник Верховья. Был женат на Антонине, дочери Игнатия Корвина-Пиотровского
- Адам, был женат на Юзефе, дочери генерала Циприана Здзеховского
- Людвика, жена Людвика Витковского
- Юлия, жена Витковского.